# Airan Berg

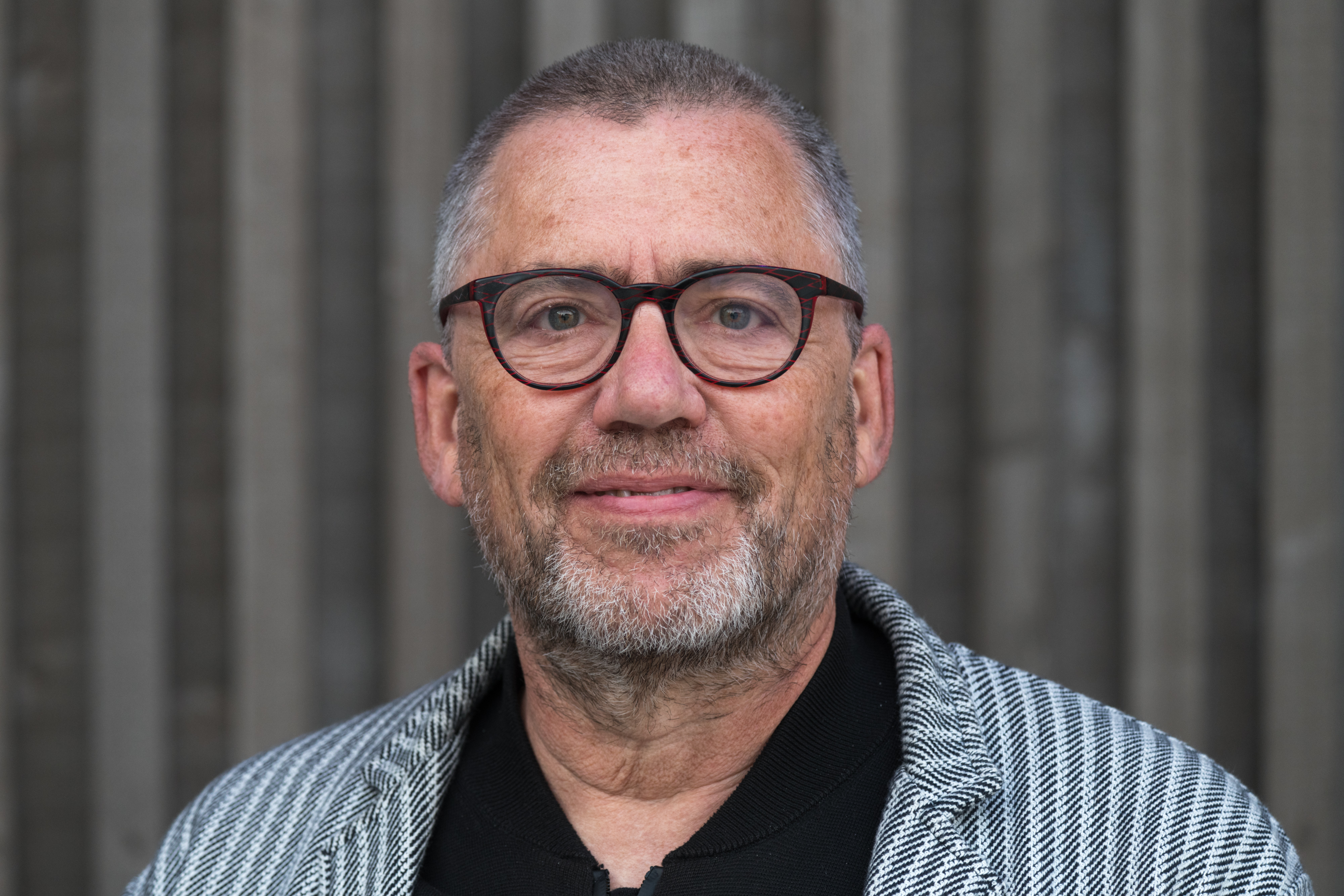
Airan Berg (2022)

Airan Berg (* 18. Juli 1961 in Tel Aviv) ist ein israelisch-österreichischer Theaterregisseur und Kulturmanager.

## Leben und Wirken
Airan Berg wurde in Tel Aviv geboren und kam mit elf Jahren nach Wien. Seine Theaterausbildung machte er in Amerika, er arbeitete dort, aber auch bald in Wien, am Burgtheater. Berg gründete nach Erfahrungen in Java und Bali ein internationales Puppentheaterfestival in Wien. 
Von 2001 bis 2007 war Berg künstlerischer Leiter des Wiener Schauspielhauses (2001–05 gemeinsam mit Barrie Kosky). In dieser Funktion gründeten er und Martin Schenk, Vorsitzender der Armutskonferenz, im Dezember 2003 in Wien die Aktion Hunger auf Kunst und Kultur. Diese ermöglichte Bedürftigen unbürokratisch Zugang zu Veranstaltungen des Wiener Schauspielhauses.
Im Rahmen von Linz 2009 war Airan Berg künstlerischer Leiter für die darstellende Kunst und für 
Konzept und Regie bei der visualisierten Linzer Klangwolke FLUT verantwortlich. Im Jahr 2010 arbeitete Berg beim iDANS-Festival in Istanbul und veranstaltete Workshops, wie den Bau mobiler Tierfiguren. 2012–15 hatte Berg die Geschäftsführung Projektmanagement bei der Bewerbung von Mannheim als Kulturhauptstadt Europas inne.
Derzeit arbeitet Airan Berg am Projekt Offene Burg des Burgtheaters Wien, in dessen Rahmen die in den jenseits der Donau gelegenen Stadtbezirken lebende Bevölkerung mit einbezogen wird.
Airan Berg leitet das europäische Projekt Orfeo & Majnun, das von Creative Europe unterstützt wird. Partner des Projekts sind La Monate-de Mund Oper in Brüssel, Festival-Aix in Aix-en-Provence, Valletta2018, Operadagen Rotterdam, Konzerthaus Wien mit Brunnenpassage & Basis.Kultur.Wien, Internationale Festivals Kraków und Imaginarius in Santa Maria da Feira.
Von 2018 bis 2021 leitete Berg das oberösterreichische Festival der Regionen als künstlerischer Leiter, welches 2019 in der Region „Perg – Studengau“ und 2021 in der Region „Bad Ischl – Obertraun“ stattfand.
Im Oktober 2021 wurde Berg als künstlerischer Leiter des neu geschaffenen „Zirkus des Wissens“ der Universität Linz vorgestellt.
Airan Berg lebt mit Frau und Tochter in Istanbul und Wien.

## Publikationen
- Airan Berg (Hrsg.), Nick Mangafas (Ill.): Sechs Jahre Theaterarbeit durch die Linse von Nick Mangafas. 2001–2007. (Paralleltitel: Six years of theater productions through the lens of Nick Mangafas). Schauspielhaus Wien, Wien 2008, OBV.
- Airan Berg (Regie), Guido Reimitz (Regie): I like to move it move it. Das große Schulprojekt von Linz 09. 1 DVD-Video, 29 Minuten. Medienabteilung des BMUKK, Wien 2009, OBV.
- Claus Peymann (Regie), Airan Berg (Mitarbeit), Hansgeorg Koch (Musik): Wilhelm Tell. (Historische Aufnahmen 1990, Burgtheater, Wien). 1 DVD-Video, 143 Minuten. Hoanzl, Wien 2010, OBV.

## Auszeichnungen
Seit 2009 wurden zwei Projekte von Airan Berg von der EU-Kommission als best practice in Europa gekürt.